# Trần Đức Lương
Trần Đức Lương (Quang Ngai, 5 de maio de 1936 – Hanói, 20 de maio de 2025) foi um político vietnamita que serviu como quinto presidente do Vietnã de 1997 a 2006.
Trần Đức Lương nasceu no distrito de ổc Phổ, na província de Quảng Ngãi, e mudou-se para Hanói depois de deixar a escola em 1954. Ele estudou geologia na Universidade de Mineração e Geologia de Hanói e foi empregado como cartógrafo. Ingressou no Partido Comunista do Vietnã em 1959 e tornou-se funcionário do partido na década de 1970. Em 1987, ele se tornou vice-primeiro ministro. É membro do Politburo desde junho de 1996, 
Trần Đức Lương foi eleito presidente estadual da República Socialista do Vietnã em 24 de setembro de 1997 e foi reeleito em 2002. Em 24 de junho de 2006, Lương anunciou sua renúncia (junto com o primeiro-ministro Phan Văn Khải). Nguyễn Minh Triết foi nomeado para suceder Lương como presidente. 
Seu filho, Trần Tuấn Anh, serviu como cônsul-geral do Vietnã por quatro anos em São Francisco. Em seguida, Trần Tuấn Anh foi vice-presidente do Comitê Popular Cần Thơ, encarregado do planejamento de investimentos e da cultura social. Ultimamente, Trần Tuấn Anh foi membro do 12º Comitê Central e ministro da Indústria e Comércio do Vietnã. 
Em sua família, há outro membro que trabalha como ativista social: Tran Van Anh - A segunda neta do Sr. Tran Duc Luong. Ela se formou na Brown University, uma universidade particular nos EUA, com bolsa integral em economia e política. Tran Van Anh e outros membros da família têm um estilo de vida discreto e informações públicas são muito limitadas sobre eles, se comparados com seu filho Trần Tuấn Anh. A única informação disponível sobre a geração herdeira do presidente é que sua segunda neta agora trabalha para o setor de ONGs sob o ministério da Cultura, Esportes e Turismo do Vietnã. Foi dito que os membros de sua família não ingressarão à política.

## Morte
Lương morreu no dia 20 de maio de 2025, aos 89 anos, em Hanói, Vietnã.